# Aruna Dindane
Aruna Dindane (nascut el 26 de novembre de 1980 en Abidjan) és un exfutbolista professional ivorià.
Ha estat jugador de Portsmouth Football Club, cedit a préstec pel RC Lens francès, i Crystal Palace, entre d'altres.